# Guimba, un tyran, une époque
Guimba, un tyran, une époque es una película del año 1995.

## Sinopsis
Sitakili, una ciudad del Sahel, está dominada por Guimba Dunbaya y su hijo Janguiné. Kani Coulibaly está prometido a Janguiné desde que nació. La niña se ha convertido en una hermosa joven que tiene muchos pretendientes, pero ninguno se atreve a declararse porque Guimba hace reinar el terror. Durante una visita de cortesía a Kani, Janguiné se enamora de Meya, la madre de su prometida, y quiere casarse con ella. Para cumplir el capricho de su hijo, Guimba expulsa a Mambi, el esposo de Meya. Éste se refugia en un pueblo de cazadores y organiza la rebelión contra el tirano.

## Premios
- FESPACO 1995
- Locarno 1995